# الهيئة العالمية للإعجاز العلمي في القرآن والسنة
الهيئة العالمية للإعجاز العلمي في القرآن والسنة، أنشئت بناءً على قرار المجلس الأعلى العالمي للمساجد برابطة العالم الإسلامي بمكة المكرمة (المملكة العربية السعودية) في دورته التاسعة لعام 1404هـ، بوصفها منظمة علمية مستقلة تسعى لإظهار وجوه الإعجاز العلمي في القرآن والسنة تحت اسم هيئة الاعجاز العلمي في القرآن والسنة.

## الأعضاء
ضم المجلس التأسيسي عشرين عضوًا، هم: د. أحمد محمد علي، الشيخ عبد المجيد بن عزيز الزنداني، الشيخ عبد الله العقيل، د. حسن بن عبد القادر باحفظ الله، الشيخ عبد الله المُصلح، د. عبد الله عمر نصيف، الشيخ محمد متولى الشعراوي، د. إبراهيم جميل بدران، د. سيد دسوقي حسن، د. محمد عمر جمجوم، د. صالح السامرائي، الشيخ عبد الله الزايد، الشيخ عبد الله البسام، الشيخ سيد سابق، د. أحمد القاضي، د. مناع القطان، د. عبد الله بن بيّه، د. مصطفى الأعظمي، د. جعفر شيخ إدريس.
وتولى منصبَ الأمين العام للهيئة (بحسب الترتيب التاريخي) كلٌّ من: 
- عبد المجيد بن عزيز الزنداني.
- عبد الله بن عبد العزيز المصلح.
- حسن بن عبد القادر باحفظ الله.
- عبد الله بن عبد العزيز المصلح (حاليًّا).

وأصدرت الهيئة كتيبات أوضحت فيها أهدافها، ووسائل تحقيق هذه الأهداف.

## الأهداف
تعمل الهيئة على تحقيق الأهداف الآتية:
1. وضع القواعد والمناهج وطرق البحث العلمي التي تضبط الاجتهادات في بيان الإعجاز العلمي للقرآن والسنة.
2. إعداد جيل من العلماء والباحثين لدراسة المسائل العلمية والحقائق الكونية في ضوء ماجاء في القرآن والسنة.
3. صبغ العلوم الكونية بالصبغة الإيمانية، وإدخال مضامين الأبحاث المعتمدة في مناهج التعليم في شتى مؤسساته ومراحله.
4. الكشف عن دقائق معاني الآيات القرآنية الكريمة والأحاديث النبوية الشريفة المتعلقة بالعلوم الكونية في ضوء الكشوف العلمية الحديثة، ووجوه الدلالة اللغوية ومقاصد الشريعة الإسلامية، دون تكلف.
5. إمداد الدعاة والإعلاميين في العالم، أفراداً ومؤسسات، بالأبحاث المعتمدة للانتفاع بها، كل في مجاله.
6. نشر هذه الأبحاث بين الناس بصورة مناسبة مع مستوياتهم العلمية والثقافية، وترجمة ذلك إلى لغات المسلمين المشهورين واللغات الحية في العالم.

و تتخذ الهيئة عددا من الوسائل لتحقيق هذه الأهداف ومنها:
1. جمع جهود الباحثين العاملين في مجال الإعجاز العلمي وتنظيمها.
2. تشجيع البحث الفردي والبحث الجماعي في هذه المجالات، والتنسيق مع الجامعات والمؤسسات العلمية لإقامة دراسات عليا متخصصة، وتمحيص الأبحاث في مجال الإعجاز العلمي في القرآن والسنة، ووضع الضوابط اللازمة لذلك.
3. مناقشة بحوث الإعجاز العلمي في القرآن والسنة، وتدقيقها من الناحيتين الشرعية والكونية وإجازتها.
4. دراسة الآيات القرآنية والأحاديث النبوية المتعلقة بموضوع الإعجاز العلمي.
5. تتبع ما يتوصل إليه علماء الكون وما يكتبون وما ينشرون من حقائق علمية مما له صلة بالقرآن والسنة، ودراستها وتمحيصها على المستوى العالمي، وابتعاث المتخصصين من المسلمين للمشاركة في المؤتمرات العلمية الدولية، ونشر أبحاثهم في المجلات العلمية العالمية.
6. الاستعانة بالعلماء الشرعيين والعلماء الكونيين، من المسلمين وغيرهم، وتوثيق الصلة بالمختصين من الهيئات والعلماء - بالاستشارة وتبادل المعلومات - في سبيل تحقيق أهداف الهيئة.
7. إقناع العلماء الكونيين بوضع الإضافات الإسلامية في كتبهم، أسوة بما حدث في كتاب «أطوار خلق الإنسان» للبروفيسور الكندي كيث مور.
8. عقد المؤتمرات والندوات والتعاون مع الجامعات والهيئات العلمية.
9. تجنيد الباحثين وإعداد المتخصصين في هذا المجال.
10. تقديم المنح الدراسية في مجال أبحاث الإعجاز العلمي وحثّ الجامعات على تبنيها.
11. إنشاء مراكز وفروع للهيئة، في داخل المملكة وخارجها.
12. توفير الأجهزة الفنية لتغطية متطلبات الأبحاث والنشر.
13. السعى لدى المسؤولين عن التعليم العام والخاص في العالم الإسلامي لإدخال الأبحاث المعتمدة ضمن المناهج التعليمية في المراحل الدراسية المناسبة.
14. عقد اجتماعات ولقاءات علمية بين العاملين في المؤسسات ذات الاهتمام بمجال الإعجاز العلمي في القرآن والسنة لتحقيق التعاون في هذا المجال.
15. الاستفادة من الحاسب الآلي في جمع ما نشرمن بحوث حول الإعجاز العلمي، وتصنيفها حسب المواضيع العلمية المتعلقة بها، وحصر ما قاله المفسرون وشراح الحديث، وكافة ما يتعلق بها من بيانات ومعلومات.
16. إعداد أفلام وبرامج تليفزيونية لعرض حقائق الإعجاز من خلالها بصورة مشوقة.
17. تتبع الشبهات التي يثيرها أعداء الإسلام ويلبسونها أثوابا علمية للردِّ عليها بأسلوب علمي مقنع.
18. إقامة دورات تدريبية للراغبين في المحاضرة والبحث في مجال الإعجاز العلمي، وتزويدهم بما يحتاجون إليه من الأفلام والشرائح العلمية المصورة.
19. إصدار أبحاث الإعجاز العلمي في كتيبات، وإمداد الخطباء والمحاضرين والمدرسين بها.
20. إقامة محاورات علمية مع كبار علماء العالم الكونيين، ويدعى الناس لحضورها مع دعوة الصحفيين والإعلاميين لتغطيتها، ليسمعوا شهادة العلم بصدق ما ورد في الكتاب والسنة، ومن ثم يؤدون دورهم في إيصالها للجماهير.[2]

## الإنجازات

### المؤتمرات والندوات العالمية
- المؤتمر العالمي عن الإعجاز العلمي في القرآن والسنة بإسلام آباد في باكستان 1408هـ.
- مؤتمر القاهرة للإعجاز الطبي في القرآن والسنة في مصر 1409هـ.
- ندوة عن الإعجاز الطبي في الصيام بالرياض 1411هـ.
- مؤتمر الإعجاز العلمي في القرآن والسنة بداكار - السنغال 1412هـ.
- المؤتمر العالمي عن الإعجاز العلمي في القرآن والسنة في موسكو - روسيا 1414هـ.
- المؤتمر العالمي عن الإعجاز العلمي في القرآن والسنة بإندونيسيا 1419هـ.
- المؤتمر العالمي حول الإعجاز العلمي في بيروت - لبنان 1421هـ.
- المشاركة في الندوة العالمية لطب الأعشاب التي عقدت بمستشفى الملك فهد بجدة 1417هـ.
- عقد الملتقى الأول للهيئات العاملة في مجال الإعجاز العلمي في السودان.
- المؤتمر العالمي السابع للإعجاز العلمي في القرآن والسنة - دبي 1425 هـ.
- المؤتمر العالمي الثامن للإعجاز العلمي في القرآن والسنة - الكويت 1427 هـ.
- المؤتمر العالمي التاسع للإعجاز العلمي في القرآن والسنة - الجزائر 1428 هـ.
- المؤتمر العلمي الخامس للإعجاز العلمي في القرآن والسنة - المنصورة - مصر 1431هـ.
- المؤتمر العالمي العاشر للإعجاز العلمي في القرآن والسنة -إسطنبول- تركيا 1432هـ

### البحوث والإصدارات
قدمت الهيئة مجموعة من الإصدارات في مواضيع علمية متعددة في مجال الإعجاز العلمي وشملت بعض آيات الآفاق والأنفس كما أصدرت الهيئة مجلة الإعجاز العلمي، وهناك سعي حثيث ودؤوب لإنتاج أبحاث الهيئة على أشرطة فيديو وأقراص كمبيوتر مدمجة بتقنية عالية وهذا بيان بأهم إصدارات الهيئة:
- الكتب:

1. إنه الحق (باللغتين العربية والإنجليزية).
2. تأصيل الإعجاز العلمي في القرآن والسنة.
3. من أوجه الإعجاز العلمي في مجال العدوى والطب الوقائي.
4. من أوجه الإعجاز العلمي في عالم النحل.
5. من أوجه الإعجاز العلمي في اللبن ومكوناته.
6. من أوجه الإعجاز العلمي في حديث: الحبة السوداء شفاء لكل داء.
7. علم الأجنة في ضوء القرآن والسنة (باللغتين العربية والإنجليزية).
8. مشاريع البحوث الطبية (باللغتين العربية والإنجليزية).
9. المفهوم الجيولوجي للجبال في القرآن والسنة (بالإنجليزية).
10. إعجاز القرآن الكريم في وصف أنواع الرياح، السحاب، المطر.
11. الصيام معجزة علمية.
12. الخمر داء وليست بدواء.
13. من أوجه الإعجاز العلمي في الارتفاعات العالية والإحساس بالألم.
14. من أوجه الإعجاز العلمي في آيات السمع والبصر في القرآن الكريم.
15. من أوجه الإعجاز العلمي للقرآن الكريم في عالم البحار.
16. تداعي الجسد للإصابة بالمرض.
17. الاستشفاء بالصلاة.
18. (أفرأيتم النار التي تورون).
19. من أوجه الإعجاز العلمي للقرآن الكريم في عالم النبات.
20. الإعجاز العلمي في القرآن والسنة... تاريخه وضوابطه.
21. نشأة الذرية معجزة علمية.
22. المنح الإلهية في إقامة الحجة على البشرية (عربي - إنجليزي - تركي)
23. سرعة الضوء.
24. الإعجاز العلمي في القرآن والسنة (منهج التدريس الجامعي) -أحدث الإصدارات-

- مجلة الإعجاز العلمي:

صدر العدد الأول من المجلة عام 1416هـ وقد انتظم صدور المجلة ابتداءً من العدد الرابع ويصدر منها في السنة أربعة أعداد، ويطبع منها 20000 نسخة يوزع منها داخل المملكة 15ألف والباقي يوزع في عدد من الدول العربية، وبلغ عدد المشتركين في المجلة أكثر من ألف مشترك. وللمجلة -بحمد الله- قبول وجمهور كبير داخل المملكة وخارجها وأصدرت الهيئة قرصاً مدمجاً (CD) يحتوي على 15 منها، وقد صدر منها حتى عام 1433 هـ 44 عددا.
- الأشرطة:

أصدرت الهيئة عدة أشرطة فيديو:
1. شريط فيديو بعنوان (إنه الحق) باللغات الآتية: العربية، الإنجليزية، الفرنسية، الأردية، التركية.
2. شريط فيديو حول وقائع المؤتمر العالمي للإعجاز العلمي في القرآن والسنة بموسكو - روسيا.
3. شريط فيديو حول وقائع المؤتمر العالمي للإعجاز العلمي في القرآن والسنة في بيروت - لبنان.

وهناك مجموعة من المحاضرات في مواضيع مختلفة.

## المكاتب الفرعية للهيئة
يوجد للهيئة مكتبان فاعلان الأول في جدة والثاني في القاهرة، يقوم كل منهما بجانب من أنشطة الهيئة. أما فروع الهيئة في العالم فهي:
- مكاتب خارجية : مصر - لبنان- تركيا - المغرب - تونس - السودان - الجزائر - ماليزيا - النمسا.
- مكاتب داخلية : الرياض - جدة - المدينة المنورة - الطائف - جازان - القصيم - الشرقية - أبها.
- اللجان النسائية : جدة - مكة المكرمة - المدينة المنورة - الطائف - الشرقية.
- موقع الهيئة العالمية للإعجاز العلمي في الكتاب والسنة.

## روابط خارجية
- صفحة الهيئة على فيسبوك.